# Försvarets medicinalkår
Försvarets medicinalkår var en personalkår inom försvarsmakten som bildades år 1969 genom en sammanslagning av Fältläkarkåren, Marinläkarkåren och Fältveterinärkåren. Senare tillfördes även den militära tandvårdspersonalen och försvarsapotekarna. Personalens tjänstebeteckningar var inledningsvis civilmilitära men övergick 1983 till militära grader. Personalkåren upphörde 1990.